# Goera anaksembilan
Goera anaksembilan är en nattsländeart som beskrevs av Malicky 1995. Goera anaksembilan ingår i släktet Goera och familjen grusrörsnattsländor. Inga underarter finns listade i Catalogue of Life.